# Египетска лира
Египетската лира (на арабски: جنيه مصرى) е валутата и официалното разплащателно средство в Египет. 1 лира се равнява на 100 пиастри. Международното обозначение на валутата е EGP. В египетските ценови етикети по-често се среща друго съкратено име за лирата – L.E.

## История
Паундът е въведен с кралски указ през 1834 г. Преди това валутата на страната е бил пиастърът, който е оставен в обращение като монета на стойност 1/100 лири. Официалният курс на паунда към основните световни валути е фиксиран на законодателно ниво. Така всъщност между 1885 и 1914 г. във финансовата система на страната е имало златен стандарт – една египетска лира е съответствала на 7,44 грама злато. От избухването на Първата световна война египетската лира е фиксирана на 1:1 спрямо британската лира. Така е до 1962 г., когато е донякъде обезценена и е била с курс 2,3 долара за 1 египетска лира. Този официален курс се променя няколко пъти, докато през 1989 г. е решено да се въведе плаващ валутен курс за египетската валута.

## Банкноти и монети
В обращение са банкноти от 25 и 50 пиастри, както и 1, 5, 10, 20, 50, 100, 200 лири.
Монетите, които са в обращение, са от 25 и 50 пиастри, както и банкнота от 1 лира.